# Jochgrabenberg
Jochgrabenberg är ett berg i Österrike.   Det ligger i distriktet Sankt Pölten-Land och förbundslandet Niederösterreich, i den östra delen av landet, 27 km väster om huvudstaden Wien. Toppen på Jochgrabenberg är 645 meter över havet, eller 93 meter över den omgivande terrängen. Bredden vid basen är 3,1 km.
Terrängen runt Jochgrabenberg är huvudsakligen kuperad, men åt nordost är den platt. Närmaste större samhälle är Tulln, 19,7 km norr om Jochgrabenberg. 
I omgivningarna runt Jochgrabenberg växer i huvudsak blandskog. Runt Jochgrabenberg är det ganska tätbefolkat, med 239 invånare per kvadratkilometer.